# Мој први
Мој први је дебитантски студијски албум српске певачице Милене Ћеранић, издат 18. маја 2025. године за Мико мјузик. За све песме снимљени су музички спотови објављени на јутјуб каналу певачице.

## Списак песама
| №  | Назив                    | Текст               | Музика                    | Трајање |  |
| 1. | Мој први                 | Бане Опачић         | Бане Опачић               |         |  |
| 2. | Кривог бих те бранила    | Вања Миљковић       | Марко Дрежњак             |         |  |
| 3. | Досије                   | Драган Стрелић      | Марко Дрежњак             |         |  |
| 4. | У лошем сам издоминирала | Мирко Гаврић        | Лане Милетић, Вук Мировић |         |  |
| 5. | Недостајање моје         | Биљана Спасић       | Аркејд                    |         |  |
| 6. | Безобразни мој           | Микос Микели        | Славко Миловановић        |         |  |
| 7. | Фелер                    | Слоба Радановић     | Слоба Радановић           |         |  |
| 8. | Нека ти на част          | Саша Милошевић Маре | Саша Милошевић Маре       |         |  |

## Извори
1. ↑  „Moj prvi by Milena Ćeranić”. Genius (на језику: енглески). Приступљено 2025-05-21.